# Chris Adler
Christopher James Adler (Richmond, Virginia, 23. studenoga 1972.) američki je heavy metal-bubnjar. Najpoznatiji je kao bubnjar sastava Lamb of God. Brat je Willieja Adlera, gitarista iste skupine. Godine 2019. napustio je sastav. Također je svirao bubnjeve na albumu Dystopia sastava Megadeth. Od 2020. je član sastava Firstborne.

## Privatni život
Kao što je slučaj i s basistom Lamb of Goda, Johnom Campbellom, Adler je vegetarijanac.

## Diskografija
Lamb of God
- New American Gospel (2000.)
- As the Palaces Burn (2003.)
- Ashes of the Wake (2004.)
- Sacrament (2006.)
- Wrath (2009.)
- Resolution (2012.)
- VII: Sturm und Drang (2015.)

Megadeth
- Dystopia (2016.)